# Tverai
Tverai är en ort i Litauen. Den ligger i den västra delen av landet, 230 km nordväst om huvudstaden Vilnius. Tverai ligger 126 meter över havet och antalet invånare är 680.
Terrängen runt Tverai är platt. Runt Tverai är det ganska glesbefolkat, med 28 invånare per kvadratkilometer. Närmaste större samhälle är Rietavas, 13,7 km väster om Tverai. Omgivningarna runt Tverai är en mosaik av jordbruksmark och naturlig växtlighet.